# سباعي (موسيقى)
السباعي (بالإنجليزية: Septet)‏ مصطلح يطلق في أغلب الأحوال علي أي عمل موسيقي يقوم سبعة أشخاص بالاشتراك في تقديمه من خلال فرقة موسيقية.

## استخدامات المصطلح

### في الموسيقي الكلاسيكية
في هذا النوع من الموسيقي، تم عمل العديد من المؤلفات السباعية، وأشهرها تلك التي ألفها بيتهوفن بين عامي 1799 و1800 ويتكون من آلات: الكلارينت، الكونترباص، البوق، لكمان، الفيولا، التشيللو بالإضافة إلي الباص.
في 1881 كتب المؤلف الموسيقي كاميل سانت سانز سباعيات للألات الوترية عبارة عن رباعية الآلات الوترية مضافا إليها البيانو والترومبيت والباص.

### في موسيقي الجاز
يطلق أيضا عادة في موسيقي الجاز علي عدد سبعة أشخاص تشترك في أداء عزف موسيقي، باستخدام الطبلة الإيقاعية مضافا إليها آله أو إثنين من الغيتار أو الترومبيت أو الساكسفون أو الكلارينت أو الترومبين.

### استخدامات آخري
- كما يطلق هذا اللفظ لوصف ستة أشياء تشكل في مجموعها وحدة واحدة.